# Génie de l’aménagement
Le Génie de l'Aménagement est un terme récent, il rassemble les compétences liées à l'organisation du territoire (aussi appelé aménagement du territoire).

## Domaine d'application
Il s'agit à la base de concevoir et de mettre en œuvre des projets d'aménagement et d'utilisation de l'espace. Les domaines d'application sont donc variés, et concernent principalement:

- l'aménagement du territoire et la gestion de l'environnement : aménager l'espace des sociétés humaines tout en respectant l'intégrité et le fonctionnement des espaces naturels. Face au constat alarmant de la perte de biodiversité et des services écosystémiques sous l'influence des activités humaines et du développement de ses sociétés, il est urgent d'organiser au mieux l'utilisation de l'espace et de planifier la gestion des ressources. Ce domaine d'application prend un nouvel essor à la suite des lois sur le Grenelle de l'environnement et aux nouvelles règles d'aménagement du territoire (Éviter-Compenser-Réduire les impacts sur l'environnement, mesures compensatoires; . Ces règles imposent un nouveau cadre de réflexion tant sur le plan fondamental (conception des projets, liens avec l'écologie générale et l'écologie du paysage en particulier) que sur le plan appliqué (planification, nouvelles technologies, éco-technologies, minimiser les impacts des aménagements...)

- l'aménagement appliqué à l'urbanisme: la prise de conscience des problématiques environnementales et énergétiques conjuguée aux enjeux socio-économiques conduisent les collectivités locales et territoriales à rentrer dans une démarche d'urbanisme durable

- le développement durable

## Aménagement et développement durable
Les politiques actuelles dans l'aménagement du territoire tendent souvent à réduire les impacts sur l'environnement dans une démarche de développement durable.
En France, les lois SRU et sur la protection des milieux spécifiques (littoral, montagne) visent à contrôler l'urbanisation et à limiter l'étalement urbain par une redensification de l'existant afin de limiter les atteintes aux milieux naturels.
Pour les aménagements nouveaux il est également possible de remplacer les techniques "lourdes" du génie civil par des techniques "douces" mises au point par le génie écologique.
Dans la construction de bâtiments, la mise en place du label HQE permet de réduire l'impact écologique des aménagements.

## Formations en Génie de l'aménagement
- Écoles d'ingénieur
  - Polytech'Tours
    - Polytech' Tours Génie de l'Aménagement : http://polytech.univ-tours.fr/formations/titre-d-ingenieur-diplome-de-l-ecole-polytechnique-de-l-universite-de-tours-specialite-lt-b-gt-genie-de-l-amenagement-lt-b-gt--296979.kjsp?RH=POLYTECH_FR&RF=1226047568795
- Universitaires
  - IUP Environnement Technologies et Sociétés, IUP Aménagement et développement territorial : Université Aix-Marseille I